# North Haverbrook
 (août 2017).
Si vous disposez d'ouvrages ou d'articles de référence ou si vous connaissez des sites web de qualité traitant du thème abordé ici, merci de compléter l'article en donnant les références utiles à sa vérifiabilité et en les liant à la section « Notes et références ».
Pour les articles homonymes, voir North Haverbrook.
North Haverbrook ou Haverbrook Nord est, dans la série télévisée Les Simpson, une ville fictive, située à 63 miles de Springfield. La ville est principalement connu par deux épisodes de la série. Premièrement, dans Le Monorail, elle a été le théâtre d'une arnaque de Lyle Lanley en vendant un monorail défectueux. Le jour de l'inauguration, le monorail a été un échec puisqu'il s'est accidenté à cause de son mauvais état et depuis, la ville est devenue ville fantôme. Deuxièmement, dans Little Big Lisa, North Haverbrook est le lieu de la rencontre amoureuse entre Darcy et Bart après que ce dernier ait quitté Springfield pour échapper aux "courses débiles" de son père.

## Histoire de North Haverbrook
"Allez-vous en! Il n'y a pas de monorail, et il n'y en a jamais eu! "
-Un ancien déni du travailleur du café monorail de l'existence du monorail.
La ville, le bar Sebastian Cobb, est tombé pour l'escroquerie de monorail de Lyle Lanley, qui a entraîné une catastrophe monorail qui a conduit la ville à une retombée économique, ressemblant à une ville fantôme au moment où Lyle Lanley a vendu un autre monorail à la ville de Springfield. Lorsqu'une visite de Marge est venue à North Haverbrook, les quelques résidents restants ne voulaient pas lui parler du monorail, certains même affirmant que le monorail n'existait pas malgré des preuves suffisantes du contraire et voulait qu'elle partent. Cobb était le seul à vouloir lui parler de l'incident. Il a continué à dire à Marge l'histoire de la façon dont Lanley a frappé sa ville en achetant un monorail inutile et qu'il était la seule personne qui était contre elle parce qu'il soupçonnait Lyle d'être un homme de compagnie. Son soupçon s'est révélé vrai lorsqu'il a engagé Cobb pour concevoir le monorail North Haverbrook composé de matériaux peu coûteux et instables. Quand il lui a montré le monorail détruit, Cobb s'est rendu compte que Marge connaissait la vérité et l'avait aidée à arrêter une catastrophe similaire à Springfield.
Lyle a échappé à Springfield dans un avion peu de temps avant que les freins de Springfield Monorail aient explosé, ce qui lui a causé après avoir appris que Marge et Lisa ont fait son côté sur ses plans. Malheureusement pour lui, l'avion a fait un arrêt imprévu à North Haverbrook et une foule enragée est arrivée sur scène (probablement proposée par Marge à son arrivée). Moins d'une minute après l'atterrissage, Lyle a été violemment attaqué et peut-être assassiné par la foule pour se venger de ce qu'il a fait dans sa ville. [1]
Peu de temps après, la ville a connu une reprise massive et est devenue une communauté florissante à nouveau parce qu'ils ont pris 3 millions de dollars de Lyle pour restaurer la ville. Il abrite le palais de justice de North Haverbrook et est une attraction touristique pour ses paysages romantiques.

## Repères
North Haverbrook est remarquable pour avoir le plus grand château de lune-rebond du monde, et un zoo avec des animaux de combat. La ville dispose également d'un théâtre drive-in. [2]

### Le Monorail
"C'est tout ce qui reste de l'un des trains crappiest jamais construit".
-Sabbas Cobb
La ville contenait autrefois un monorail, une partie de l'escroquerie de monorail de Lyle Lanley. Le monorail a été construit par Sebastian Cobb, qui a été embauché par Lanley pour construire le monorail. De nombreux coins ont été coupés pendant sa construction, et les freins et le câblage ont tous des défauts. Le monorail s'est finalement écrasé lors de son premier voyage (avec la célébrité Gallagher à bord), détruisant l'économie de North Haverbrook. La ville s'est vengée lorsque Lyle Lanley a involontairement retourné à North Haverbrook après son avion à Tahiti (où il prévoyait s'échapper après avoir vendu un monorail similaire à Springfield) s'est arrêté à la piste d'atterrissage de la ville. Il a été sauvagement battu par les habitants en colère de la ville, peut-être à mort.